# Мінкесер
Мінкесе́р (каз. Меңкесер) — село у складі Мамлютського району Північноказахстанської області Казахстану. Входить до складу Новомихайловського сільського округу, раніше було центром ліквідованої Мінкесерської сільської ради.
Населення — 796 осіб (2021; 889 у 2009, 980 у 1999, 1036 у 1989).
Національний склад станом на 1989 рік:
- росіяни — 42 %
- казахи — 30 %.